# Сантьяго Морено (футболіст)
Сантьяго Морено (ісп. Santiago Moreno, нар. 21 квітня 2000, Калі, Колумбія) — колумбійський футболіст, вінгер клубу МЛС «Портленд Тімберс» та національної збірної Колумбії.

## Ігрова кар'єра

### Клубна
Сантьяго Морено народився у місті Калі і є вихованцем місцевого клубу «Америка де Калі». 26 серпня 2019 року футболіст дебютував в першій команді в чемпіонаті Колумбії. У сезонах 2019 та 2020 років Морено допоміг клубу виграти національний чемпіонат.
Влітку 2021 року Морено перейшов до клубу МЛС «Портленд Тімберс», уклавши з клубом угоду до кінця 2025 року. 4 грудня 2021 року вінгер зіграв першу гру у новій команді.

### Збірна
20 листопада 2022 року в товариському матчі проти команди Парагваю Сантьяго Морено дебютував у складі національної збірної Колумбії.